# Elena Posevina
Elena Posevina (née le 13 février 1986 à Toula) est une gymnaste rythmique russe.

## Biographie
Elena Posevina remporte aux Jeux olympiques d'été de 2004 à Athènes la médaille d'or par équipe avec Olesia Beluguina, Olga Glatskikh, Tatiana Kurbakova, Natalia Lavrova et Elena Murzina.
Aux Jeux olympiques d'été de 2008 à Pékin, elle conserve son titre avec Margarita Aliychuk, Tatiana Gorbunova, Anna Gavrilenko, Daria Shkurikhina et Natalia Zueva.

## Palmarès

### Jeux olympiques
- Athènes 2004
  -  médaille d'or par équipe.
- Pékin 2008
  -  médaille d'or par équipe.